# Program Buran

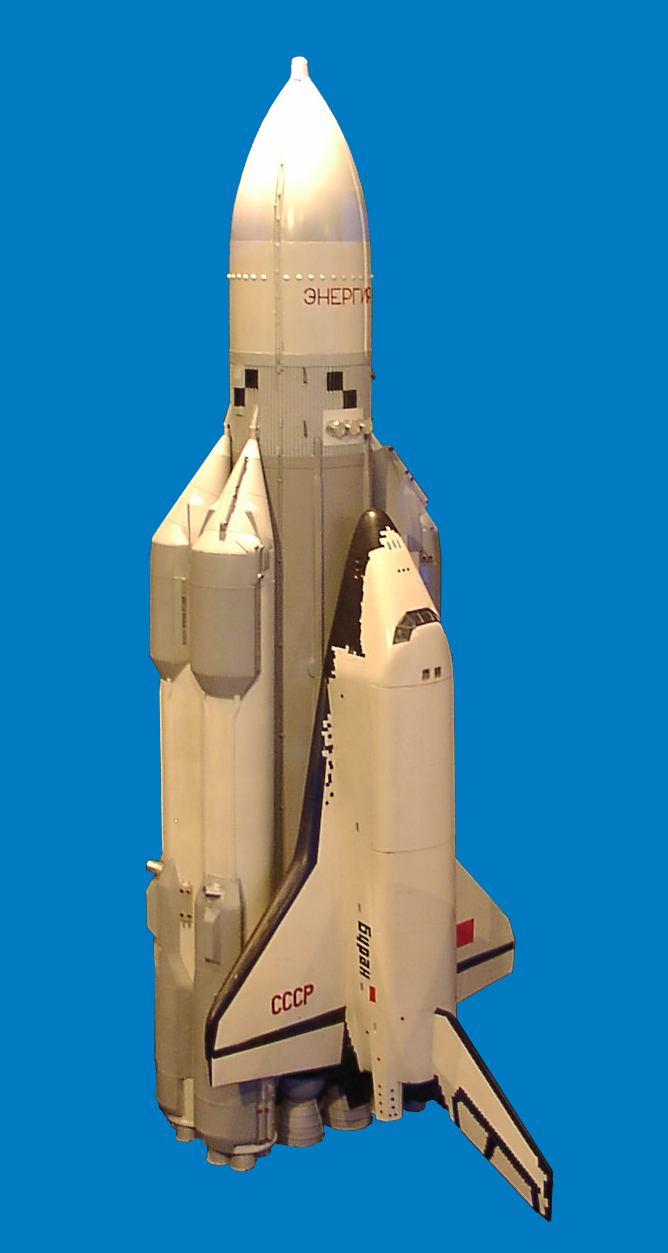
Buran na rakiecie Energia

Buran (ros. Буран, „burza śnieżna”) – radziecki wahadłowiec kosmiczny rozwijany w ramach programu „WKK” (ros. Воздушно Космический Корабль, „statek powietrzno-kosmiczny”) w latach 1974–1993.
Buran był z wyglądu bardzo podobny do wahadłowców amerykańskich. Kształt kadłuba, skrzydeł, wielkość, a nawet kolorystyka sprawiały, iż niewprawny obserwator mógł pomylić obie konstrukcje. Istniały jednak między nimi znaczące różnice. W radzieckim rozwiązaniu główne silniki rakietowe zainstalowane były w rakiecie nośnej i nie były odzyskiwane (dalszy projekt zakładał odzyskiwanie głównego stopnia) w przeciwieństwie do rakiet pomocniczych. W rozwiązaniu amerykańskim silniki główne były częścią składową orbitera i można je było wykorzystywać wielokrotnie.
Program Buran nigdy nie osiągnął dojrzałości wystarczającej do wykonywania misji kosmicznych. Jedyny lot orbitalny (bezzałogowy, testowy, zakończony powodzeniem) wahadłowca Buran odbył się 15 listopada 1988 r. Buran był wyniesiony na orbitę przez rakietę Energia na paliwo ciekłe.

## Różnice między wahadłowcami Buran a orbiterami NASA
Wahadłowiec Buran został opracowany po promie kosmicznym Columbia (który był pierwszym ukończonym orbiterem systemu STS) i istnieje wiele podobieństw w wyglądzie tych pojazdów. Z tego powodu spekulowano, podobnie jak w przypadku podobieństw Concorde – Tu-144, że dużą rolę w budowie Burana odegrało szpiegostwo przemysłowe. Tym niemniej, pomimo zbliżonego wyglądu zewnętrznego, istnieje wiele różnic w konstrukcji pojazdów. Samo podobieństwo zewnętrzne tłumaczy się podobnymi założeniami aerodynamicznymi lub też użyciem przez Rosjan wczesnych zdjęć lub rysunków kadłuba pojazdu amerykańskiego. Ta ostatnia teza jest mało prawdopodobna, bowiem podobieństwo zewnętrzne (a także wewnętrzne) można tłumaczyć w inny faktyczny i rzeczywisty sposób, czyli prawdziwym wykradzeniem przez rosyjski wywiad kompletnych planów, a także specyfikacji zastosowanych w nim technologii amerykańskiego wahadłowca Space Shuttle na przełomie lat 70/80. XX w. Wystarczy powiedzieć, że CIA (po stwierdzeniu zainteresowania nimi radzieckiego wywiadu) we współpracy z NASA podsunęła radzieckim agentom wcześniejsze rzeczywiste, lecz odrzucone plany amerykańskiego wahadłowca z zawartą w nich celowo spreparowaną i zmodyfikowaną dokumentacją techniczną (które oficjalnie były dostępne w bibliotece California Institute of Technology), które zostały następnie skserowane i wywiezione do Moskwy. Naniesione błędy techniczne (prócz wielu innych) dotyczyły m.in. składu chemicznego kleju (który po wcześniejszych nieudanych własnych testach odrzucono) użytego do mocowania płytek stanowiących osłonę termiczną promu, które po jednym locie radzieckiego statku na orbitę po prostu poodpadały. Wymienione różnice wynikają z bardziej finansowych i logistycznych względów (a także z dostępności i łatwości zastosowań posiadanej już własnej technologii, czyli w większości prostszych i starszych sprawdzonych wcześniej rozwiązań, a przez to wielokrotnie tańszych w docelowej ich aplikacji) niż z rosyjskich własnych podstawowych badań techniczno-rozwojowych (przypomnijmy, że amerykański program Space Shuttle był rozwijany od lat 60. XX w. przy pełnym wsparciu finansowym), na które nie było nie tylko środków, ale i po prostu czasu – ustrój totalitarny wręcz domagał się osiągnięć, które należało podać bez ociągania się, a więc wbrew rzeczywistym ówczesnym możliwościom radzieckiego przemysłu (tak samo jak nie było środków ani czasu na wdrożenie skomplikowanego systemu podtrzymywania życia w orbiterze). Prom Buran po zaledwie jednym locie nie nadawał się już de facto do użytku (w wyniku uszkodzeń strukturalnych, a także przymusu przeprojektowania zbyt wielu wadliwych systemów) i dlatego już nigdy więcej nie odbył żadnej misji orbitalnej.
Podstawowe różnice:
- Buran nie został zaprojektowany jako kompletny system, ale jako ładunek wynoszony przez rakietę Energia, której przeznaczeniem z kolei nie było wynoszenie jedynie promu, lecz różnych innych ładunków o masie do 80 ton. W amerykańskim programie kosmicznym również rozważano podobne podejście, nazwane shuttle-C, ale nie wyszło ono poza etap testów na modelach.
- Sama rakieta Energia mogła być konfigurowana do wynoszenia różnych ładunków i posiadać różne konfiguracje, np. przeznaczone do przenoszenia do 200 ton ładunku (nigdy nie zbudowana) lub dostarczania ładunku na Księżyc (również nigdy nie zbudowana).
- Buran został zaprojektowany od początku do lotów zarówno załogowych, jak i bezzałogowych, posiadając program automatycznego lądowania. Wersja załogowa nie została nigdy zbudowana. Wahadłowce amerykańskie zostały wyposażone w system automatycznego lądowania na późniejszym etapie (po raz pierwszy w misji STS-121[1]), ale nigdy nie został on użyty, jako że przeznaczono go do użycia jedynie w sytuacjach awaryjnych.
- Buran nie posiada głównego silnika rakietowego, co pozwoliło na zwiększenie ładunku promu. Rakieta nośna Energia została zaprojektowana tak, aby możliwe było jej powtórne użycie, jednak nigdy nie zbudowano jej w takiej wersji. Amerykańskie promy posiadają własny napęd, wymagając jedynie dołączenia zewnętrznego zbiornika paliwa przy starcie, który następnie jest odrzucany i spala się w atmosferze. Dodatkowo używane są silniki pomocnicze, które również są odrzucane w atmosferze, ale lądują w oceanie i możliwe jest ich ponowne użycie.
- W konstrukcji Burana przewidziano miejsce na dwa silniki odrzutowe, pozwalające na bardziej swobodne manewrowanie przy lądowaniu niż ma to miejsce w przypadku amerykańskich promów, które w atmosferze stają się szybowcami. Tym niemniej z powodu ograniczeń w masie startowej pierwszej wersji rakiety Energia, silniki te nigdy nie zostały zamontowane ani użyte.
- Buran potrafiłby wynieść ładunek 30 ton w standardowej konfiguracji. Amerykańskie promy mogły wynosić do 25 ton, ale późniejsze modyfikacje polegające na zmniejszeniu masy wahadłowców o kilka ton pozwoliły odpowiednio zwiększyć masę wynoszonego ładunku.
- Podobnie większy jest ładunek, z którym Buran może powrócić z orbity – 20 ton, dla wahadłowca NASA jest on ograniczony do 15 ton.
- Stosunek ciągu do ciężaru wynosi 6,5 w przypadku Burana i 5,5 w przypadku promu STS.
- Płytki osłony termicznej są inaczej układane w przypadku obydwu konstrukcji. Radzieccy inżynierowie uważali swój sposób za bardziej wydajny. Buran nie posiada charakterystycznego, ciemnoszarego fragmentu osłony umieszczonego na dziobie, złożonego z płytek kompozytowych na bazie włókien węglowych i grafitu.
- Silniki manewrowe Burana używane na orbicie używają jako paliwa nafty lotniczej (kerozyny) i tlenu, silniki orbitera STS działają na bardziej toksyczne paliwo (monometylohydrazyna i tetratlenek diazotu). Co więcej, silniki manewrowe Burana są wydajniejsze (ciąg 180 kN wobec 55 kN promu NASA).
- Buran zaprojektowano do transportu w pozycji poziomej, dzięki czemu może być dostarczony na wyrzutnię dużo prędzej niż transportowane w pozycji pionowej wahadłowce amerykańskie. Firma Antonow zbudowała specjalnie do celu transportowania Burana największy jak do tej pory samolot transportowy na świecie Antonow An-225.
- Rakieta nośna Energia nie została pokryta pianką, której rozdarcie doprowadziło do katastrofy promu Columbia. Co więcej, rakiety pomocnicze nie zostały skonstruowane z segmentów podatnych na przecieki przez uszczelki, co z kolei spowodowało katastrofę promu Challenger. Tym niemniej rakiety pomocnicze na paliwo ciekłe używane przez Burana są trudniejsze do przygotowania i utrzymania w stanie napełnienia przez dłuższy czas. Z kolei po uruchomieniu, silniki na paliwo ciekłe są bardziej kontrolowalne.

W ramach programu wykonano tylko jeden bezzałogowy lot orbitalny (start: 15 listopada 1988). Po wykonaniu dwóch okrążeń Ziemi nastąpiło automatyczne lądowanie na Bajkonurze.
W chwili pierwszego i jedynego startu nie był jeszcze gotowy system podtrzymywania życia, niemożliwy był więc lot załogowy. Sytuacja finansowa ZSRR nie pozwalała na kontynuację programu. Lot Burana był swoistym ‘aktem rozpaczy’ zdesperowanego zespołu konstruktorów pod wodzą Gleba Łozino-Łozinskiego, który tylko w ten sposób mógł udowodnić, że całość prac nie poszła na marne.
Program rosyjskiego wahadłowca został zamknięty przez prezydenta Jelcyna w ramach cięć budżetowych w roku 1993.

## Skonstruowane egzemplarze
| Zdjęcie                                         | Numer seryjny                              | Data ukończenia     | Użycie                                             | Stan aktualny |
| Pojazdy produkcyjne                             | Pojazdy produkcyjne                        | Pojazdy produkcyjne | Pojazdy produkcyjne                                | Pojazdy produkcyjne |
| ----------------------------------------------- | ------------------------------------------ | ------------------- | -------------------------------------------------- | --- |
|                                                 | OK-1K1 – „Buran” (11F35 K1)                | 1986                | Lot bezzałogowy (1988)                             | Zniszczony w 2002 w katastrofie hangaru |
|                                                 | OK-1K2 – nieformalnie „Pticzka” (11F35 K2) | 1988                | Ukończony w 95–97%, nie użyty                      | Własność Kazachstanu, w kosmodromie Bajkonur, w budynku MIK. |
|                                                 | OK-2K1 „Bajkał” (?) (11F35 K3)             | 1990?               | Niekompletny                                       | Częściowo odtworzony (jako część ekspozycji w czasie pokazów lotniczych), w Instytucie Badań Lotniczych im. Gromowa w mieście Żukowskij                                                                               |
|                                                 | OK-TK(?) (11F35 K4)                        | 1991?               | Niekompletny                                       | Fragmenty znajdują się przed fabryką Tuszino. |
|                                                 | 2.03 (11F35 K5)                            | 1992?               | Niekompletny                                       | Zdemontowany. |
| Modele do testów aerodynamicznych i statycznych |                                            |                     |                                                    | |
|                                                 | OK-M (później OK-ML-1)                     | 1982                | Testy statyczne                                    | Model do testów statycznych: części, obciążenie statyczne w normalnej temperaturze, bezwładność, masa ładunku, testy złącz (pionowych i poziomych) z pojazdem startowym. Znajduje się na terenie kosmodromu Bajkonur. |
|                                                 | OK-KS (003)                                | 1982                | Testy statyczne integracji i układów elektrycznych | Model do testów statycznych: elektronika i elektryka. Znajduje się na terenie fabryki Energia w miejscowości Korolow.                                                                                                 |
|                                                 | OK-MT (później OK-ML-2)                    | 1983                | Makieta inżynieryjna                               | Model do testów statycznych: dokumentacja, metody tankowania płynów i gazów, integralność systemu hermetycznego, procedury wchodzenia i wychodzenia załogi, podręczniki. Znajduje się na terenie kosmodromu Bajkonur. |
|                                                 | OK-GLI (Buran Analog BST-02)               | 1984                | Testy aerodynamiczne                               | Analogiczny model do testów aerodynamicznych. Wykonał 9 testowych kołowań i 25 lotów w atmosferze. Wykupiony przez Technik-Museum Speyer, przetransportowany do Niemiec w 2008 r.                                     |
|                                                 | OK-??? (Model 005?)                        |                     | Testy statyczne                                    | Pojazd do testów wibracji i próżniowych. Położenie nieznane. |
|                                                 | OK-TVI                                     |                     | Platforma do testów cieplnych i próżniowych        | Model do testów statycznych: badania w komorze cieplnej/próżniowej, sprawdzanie wymogów temperaturowych. Położenie nieznane.                                                                                          |
|                                                 | OK-??? (Model 008?)                        |                     | Testy statyczne                                    | Pojazd do testów wibracji i próżniowych. Położenie nieznane. |
|                                                 | OK-TVA                                     |                     | Testy statyczne                                    | Pojazd do testów strukturalnych: obciążenia i naprężenia, nagrzewania i wibracji. Znajduje się w Ogólnorosyjskim Centrum Wystawowym (WDNCh) w Moskwie, do którego został przeniesiony z Parku Gorkiego.               |
| Pojazdy zbudowane w mniejszej skali             |                                            |                     |                                                    | |
|                                                 | BOR-4                                      | 1982–1984           | Pomniejszony model samolotu kosmicznego Spiral     | Model samolotu kosmicznego Spiral w skali 1:2. 5 startów. NPO Molnija (Moskwa). |
|                                                 | BOR-5 („Kosmos”)                           | 1983−1988           | Model Burana w skali 1:8 do lotów suborbitalnych   | 5 startów, żaden z modeli nie latał wielokrotnie, przynajmniej 4 modele zachowane. NPO Molnija (Moskwa). Obecnie w ekspozycji Technik-Museum Speyer.                                                                  |
|                                                 | Przedział załogi w pełnej skali            |                     | Testy medyczno-biologiczne                         | Na terenie szpitala klinicznego nr 83 w Moskwie. |
|                                                 | Symulator lotu poziomego GLI               |                     | Strojenie oprogramowania kontroli lotu             | |
| Drewniany model w skali 1:3                     | Modele do tunelu aerodynamicznego          |                     | Skale od 1:3 do 1:550                              | 85 zbudowanych modeli |
|                                                 | Modele do badania dynamiki gazów           |                     | Skale od 1:15 do 1:2700                            | |

## Planowane, niewykonane misje
- Misja 2 – Pierwszy bezzałogowy lot orbitera 1.02, czwarty kwartał 1991
- Misja 3 – Druga misja wahadłowca 1.02 (7 – 8-dniowa), miał zadokować do stacji MIR i wrócić bezpiecznie na ziemię, pierwszy kwartał 1992
- Misja 4 – Drugi lot orbitera 1.01, 15 – 20-dniowa, 1993
- Misja 5 – Pierwszy załogowy lot projektu, pierwszy lot 2.01, przełom 1995/1996

## Dane techniczne
| Rozpiętość:                              | 23,90 m    |
| Długość:                                 | 36,37 m    |
| Wysokość:                                | 16,40 m    |
| Szerokość kadłuba:                       | 5,5 m      |
| Pojemność ładowni                        | 320 m³     |
| Kubatura kabiny załogi:                  | 73 m³      |
| Powierzchnia nośna                       | 250 m²     |
| Wydłużenie                               | 2,28       |
| Masa własna                              | 62 000 kg  |
| Masa startowa                            | 105 000 kg |
| Max. masa lądowania                      | 82 000 kg  |
| Masa ładunku użytecznego (orbita 250 km) | 30 000 kg  |
| Masa ładunku użytecznego (orbita 450 km) | 27 000 kg  |
| Masa ładunku powracającego               | 13 000 kg  |
| Prędkość lądowania                       | 340 km/h   |